# Synagoga Szaare Cedek w Barranquilli
Synagoga Szaare Cedek w Barranquilli (hebr. בית הכנסת שערי צדק) – synagoga znajdująca się Barranquilli w Kolumbii, przy Calle 55- 74-71. 
Synagoga została założona na początku XX wieku z inicjatywy Żydów sefardyjskich. Jest obecnie jednym z dwóch czynnych żydowskich domów modlitwy w mieście.